# LGM-30F Minuteman II
LGM-30 Minuteman II – amerykański międzykontynentalny pocisk balistyczny (ICBM) na paliwo stałe. Minuteman II, był rozwinięciem stacjonującego w podziemnych silosach pocisku Minuteman I, wyposażonym do przenoszenia głowicy balistycznej Mark 11 z ładunkiem termojądrowym W56 o mocy 2 megaton.
LGM-30 Minuteman I został zaprojektowany w późnych latach pięćdziesiątych. Był to pierwszy amerykański balistyczny pocisk międzykontynentalny zasilany paliwem stałym. 1 lutego 1961 LGM-30A Minuteman I odbył swój pierwszy lot. Minuteman I został zastąpiony przez nowocześniejszy Minuteman II, który był wyposażony w bardziej zaawansowany sprzęt elektroniczny i nawigacyjny. LGM-30F Minuteman II wszedł do służby 25 kwietnia 1966 w Bazie sił Powietrznych Grand Forks. W roku 1968 w BSP Vandenburg odbył się pierwszy lot Minutemana III. Do czerwca 1966 LGM-30G Minuteman III wszedł do czynnej służby w BSP Minot. Minuteman I i Minuteman II zostały dezaktywowane odpowiednio w 1969 i 1994 roku. LGM-30G Minuteman III znajduje się obecnie w służbie.
LGM-30 Minuteman jest trzystopniową rakietą zasilaną paliwem stałym. Ma zasięg ponad 10 000 km i może osiągać prędkości 24 000 km/h (ok. 20 Ma). Minuteman może przenosić trzy głowice, jednak na skutek Porozumienia Szczytu Waszyngtońskiego (czerwiec 1992) może być uzbrojony jedynie w jedną. Pociski są odpalane z podziemnych silosów, odpowiednio wzmocnionych przed następstwami ataku.
LGM-30A i F zawierały jeden RV. LGM-30A przenosił głowicę jądrową W59 o sile wybuchu 1 megatony. LGM-30F uzbrojony był w głowicę W56 o mocy 1,2 Mt. LGM-30G Minuteman III korzystał z systemu niezależnie naprowadzanych głowic (MIRV) zawierającego trzy głowice W78 o sile wybuchu 335-350 kt.
Prototypowa rakieta Lockheed Martin PLV (Payload Launch Vehicles) firmy Lockheed Martin wykorzystywała pozostałe po wycofanych pociskach Minuteman II silniki rakietowe drugiego i trzeciego stopnia. Lockheed Martin PLV była prototypową wersją rakiety nośnej firmy LM w konkursie na Ground Based Interceptor. Ostatecznie jednak Orbital Sciences Corp. jest wykonawcą rakiety nośnej pocisku antybalistycznego GBI.